# Dancing with the Devil... the Art of Starting Over
Dancing with the Devil... the Art of Starting Over è il settimo album in studio della cantante statunitense Demi Lovato, pubblicato il 2 aprile 2021 dalla Island.

## Antefatti
In seguito alla pubblicazione del suo sesto album Tell Me You Love Me nel 2017, Demi Lovato ha deciso di prendere una pausa dai riflettori a seguito della sua permanenza presso la Cedars-Sinai Medical Center in Los Angeles, California, clinica di riabilitazione per problemi di abuso di droga e alcolismo tra il 2018 e il 2019.
Nel gennaio 2020 la cantante è tornata con il singolo Anyone, il primo di una serie pubblicati nel 2020 che include I Love Me, Still Have Me, Commander in Chief, e le collaborazioni I'm Ready e OK Not to Be OK, realizzate rispettivamente con Sam Smith e con Marshmello. Un album era pianificato per lo stesso anno, ma la campagna promozionale è stata posticipata per via della pandemia di COVID-19.

## Descrizione
Definito dalla cantante come il «progetto più coeso» della sua discografia fino a quel momento, è un progetto dalle sonorità pop che comprende anche elementi pop rock, country pop e R&B. L'album presenta tre collaborazioni inedite con artiste donne: Ariana Grande, Saweetie e Noah Cyrus. Demi Lovato ha inoltre collaborato con numerosi produttori e autori, tra cui Lauren Aquilina, Oak Felder, Julia Michaels, Matthew Koma e Justin Tranter.
Il titolo doveva originariamente essere The Art of Starting Over, ma la cantante ha deciso di aggiungere Dancing with the Devil per «dare importanza anche alle prime tracce più cupe». Ha aggiunto che «ascoltando l'album traccia per traccia, è come se fosse la colonna sonora non ufficiale del mio documentario», riferendosi a Demi Lovato: Dancing with the Devil, trasmesso a partire dal successivo 23 marzo. «Segue veramente la mia vita nel corso degli ultimi anni. Quando abbiamo finalizzato la lista tracce abbiamo fatto in modo che coincidesse con la storia della mia vita, per questo motivo le canzoni più emotive si trovano all'inizio, per poi passare a The Art of Starting Over».

## Pubblicazione
Il 16 marzo 2021 sono stati annunciati titolo, copertina e data di pubblicazione di Dancing with the Devil... The Art of Starting Over. Del progetto sono state pubblicate varie versioni con liste tracce e copertine diverse. Tre variazioni della copertina sono state rese disponibili sul sito ufficiale della cantante, oltre a una versione esclusiva per il Regno Unito e a un'altra destinata ai soli punti vendita Target negli Stati Uniti. Le versioni britanniche includono la traccia bonus Gray, mentre nelle versioni Target e deluxe internazionale I'm Sorry e Change You fungono da ventesimo e ventunesimo brano. Inoltre, l'album è stato pubblicato in formato musicassetta con tre copertine diverse per il mercato britannico; la cassetta statunitense utilizza invece la copertina principale dell'edizione standard, uno scatto della fotografa Dana Trippe.

## Promozione
L'album è stato preceduto dal documentario Demi Lovato: Dancing with the Devil pubblicato attraverso il canale YouTube della cantante, prodotto dalla SB Films e OBB Media e diretto da Marc Ambrose. Il progetto è suddiviso in quattro episodi, intitolati Loosing Control, 5 Minutes from Death, Reclaiming Power e Rebirthing, in cui Demi Lovato racconta delle violenze sessuali subite in adolescenza mentre lavorava presso la Walt Disney Pictures, dell'alcolismo, dell'overdose causata dall'abuso di droga e del bipolarismo di cui soffre.

## Accoglienza
| Recensione          | Giudizio |
| ------------------- | -------- |
| AllMusic            |          |
| Clash               | 8/10     |
| The Daily Telegraph |          |
| Evening Standard    |          |
| The Guardian        |          |
| The Independent     |          |
| NME                 |          |
| Pitchfork           | 6,5/10   |
| Rolling Stone       |          |

Dancing with the Devil... the Art of Starting Over è stato accolto positivamente dalla critica musicale, ottenendo sulla piattaforma Metacritic un punteggio di 77 su 100 in base a tredici recensioni professionali.
Mary Siroky di Consequence associa l'album al termine «vulnerabilità», descrivendolo come «un nuovo capitolo, un nuovo inizio e una pagina bianca» per la cantante. Siroky riscontra tra gli aspetti positivi che Demi Lovato «mette la sua straordinaria voce in primo piano» grazie a cui «si libra su una produzione potente ed emotiva», sebbene riscontri l'album «dispersivo dal punto di vista narrativo». Anche Mark Richardson del Wall Street Journal si sofferma sulla capacità della cantante di raccontarsi, ritenendo che si tratti «certamente di una narrazione di rinascita, ma i dettagli della sua storia, molti dei quali entrano in queste canzoni, sono quasi insopportabilmente strazianti».

## Tracce
1. Anyone – 3:47 (Demi Lovato, Badriia Bourelly, Sam Roman, Eyelar Mirzazadeh, Jay Mooncie, Dayyon Alexander)
2. Dancing with the Devil – 4:03 (Demi Lovato, Bianca Atterberry, John Ho, Mitch Allan)
3. ICU (Madison's Lullabye) – 3:16 (Demi Lovato, Bianca Atterberry, Philip Cornish)
4. Intro – 0:26
5. The Art of Starting Over – 2:47 (Demi Lovato, Caroline Pennell, Warren Felder, Trevor Brown, William Simmons)
6. Lonely People – 2:48 (Demi Lovato, Caroline Pennell, Justin Tranter, Billy Walsh, Warren Felder, Trevor Brown, William Simmons)
7. The Way You Don't Look at Me – 2:28 (Demi Lovato, Julia Michaels, Caroline Pennell, Justin Tranter, Jussi Karvinen, Eren Cannata)
8. Melon Cake – 3:32 (Demi Lovato, Julia Michaels, Justin Tranter, Eren Cannata)
9. Met Him Last Night (feat. Ariana Grande) – 3:24 (Ariana Grande, Albert Stanaj, Thomas Brown, Xavier Herrera)
10. What Other People Say (con Sam Fischer) – 3:14 (Demi Lovato, Sam Fischer, Geoff Warburton, Ryan Williamson)
11. Carefully – 3:11 (Caroline Pennell, Lauren Aquilina, Marcus Andersson)
12. The Kind of Lover I Am – 3:09 (Demi Lovato, Julia Michaels, Caroline Pennell, Justin Tranter, Warren Felder, Trevor Brown, William Simmons)
13. Easy (feat. Noah Cyrus) – 3:28 (Taylor Goldsmith, Madison Love, Simon Wilcox, Matthew Bair)
14. 15 Minutes – 2:51 (Demi Lovato, Justin Tranter, Bianca Atterberry, Gregory Hein, Felder, Trevor Brown, William Simmons)
15. My Girlfriends Are My Boyfriend (feat. Saweetie) – 3:07 (Demi Lovato, Diamonté Harper, Madison Love, Michael Pollack, Andrew Wansel, Warren Felder)
16. California Sober – 3:05 (Demi Lovato, Caroline Pennell, Lauren Aquilina, Marcus Andersson, Warren Felder, Alex Niceforo, Sam Homaee, Jon Wienner, Keith Sorrells)
17. Mad World – 3:02 (Roland Orzabal)
18. Butterfly – 2:37 (Caroline Pennell, Lauren Aquilina, Marcus Andersson)
19. Good Place – 3:04 (Demi Lovato, Julia Michaels, Justin Tranter, Eren Cannata)

Tracce bonus dell'edizione expanded digitale
1. I Love Me – 3:24 (Demi Lovato, Anne-Marie Nicholson, Jennifer Decilveo, Alex Niceforo, Sean Douglas, Keith Sorrells, Oak Felder)
2. I'm Ready (con Sam Smith) – 3:29 (Sam Smith, Demi Lovato, Ilya Salmanzadeh, Savan Kotecha, Peter Svensson)
3. OK Not to Be OK (con Marshmello) – 2:39 (Demi Lovato, Gregory Hein, James Gutch, James Nicholas Bailey, Marshmello)

Traccia bonus dell'edizione britannica e dell'edizione con cover alternativa
1. Gray – 3:11 (Demi Lovato, Warren Felder, Thomas Brown, William Simmons, Caroline Ailin, Justin Tranter)

Tracce bonus dell'edizione Target e dell'edizione deluxe fisica internazionale
1. I'm Sorry – 3:37 (Ryan Vojtesak, Chloe Angelides)
2. Change You – 3:09 (Michael Woods, Kevin White, Trey Campbell, Chloe Angelides)

Tracce bonus dell'edizione deluxe
1. Sunset – 4:04 (Demi Lovato, Bianca Atterberry, Michael Pollack, Trevor Brown, William Simmons)
2. Anyone (live) – 3:42 (Demi Lovato, Badriia Bourelly, Sam Roman, Eyelar Mirzazadeh, Jay Mooncie, Dayyon Alexander)
3. Dancing with the Devil (live) – 4:10 (Demi Lovato, Bianca Atterberry, John Ho, Mitch Allan)
4. ICU (Madison's Lullabye) (live) – 3:29 (Demi Lovato, Bianca Atterberry, Philip Cornish)

## Successo commerciale
Negli Stati Uniti Dancing with the Devil... the Art of Starting Over ha esordito alla 2ª posizione della Billboard 200 con 74 000 unità vendute. È stato l'album più venduto della settimana in termini di copie fisiche e digitali, ed è stato il settimo della cantante a raggiungere le prime cinque posizioni della classifica. L'album ha debuttato anche al 2º posto anche nella Official Albums Chart britannica, dove ha esordito con 20 183 unità di vendita, la migliore della carriera di Demi Lovato nel paese. In Australia ha esordito alla posizione numero 8 della classifica ARIA, rendendolo il terzo album della cantante a posizionarsi nelle prime dieci posizioni della classifica dopo Confident (2015) e Tell Me You Love Me (2017).

## Classifiche
| Classifica (2021) | Posizione massima |
| ----------------- | ----------------- |
| Australia         | 8                 |
| Austria           | 8                 |
| Belgio (Fiandre)  | 5                 |
| Belgio (Vallonia) | 14                |
| Canada            | 6                 |
| Croazia           | 31                |
| Francia           | 56                |
| Germania          | 12                |
| Irlanda           | 8                 |
| Italia            | 36                |
| Lituania          | 46                |
| Norvegia          | 4                 |
| Nuova Zelanda     | 12                |
| Paesi Bassi       | 4                 |
| Polonia           | 28                |
| Portogallo        | 3                 |
| Regno Unito       | 2                 |
| Repubblica Ceca   | 23                |
| Slovacchia        | 19                |
| Spagna            | 9                 |
| Stati Uniti       | 2                 |
| Svizzera          | 7                 |
| Ungheria          | 26                |